# الكرعان (نكا)
الكرعان هي إحدى مشيخات المملكة المغربية، تتبع جغرافيا لإقليم آسفي وإداريًا لنكا. يقدر عدد سكانها بـ 4436 نسمة حسب الإحصاء الرسمي للسكان والسكنى لسنة 2004.